# يعقوب براينت
يعقوب براينت (بالإنجليزية: Jacob Bryant)‏، (ولد عام 1715 بليموث، ديفون - وتوفي عام 14 نوفمبر 1804) كان باحثًا إنجليزيًا وميثوغرافيَّا. وُصف بأنه «شخصية مميزة بين الميثوغرافيين الذين ازدهروا في أواخر القرن الثامن عشر وأوائل القرن التاسع عشر».